# الرعاية الملائمة في وقت مبكر
الرعاية الملائمة في وقت مبكر (EAC): هو نظام يوجد في أقسام جراحة حوادث العظام، يهدف إلى تحديد مرضى الإصابات ذات الخطورة الكبرى ومعالجة أكثرها حرجا تجنباً لزيادة العبء البدني لدى المرضى.

## المقاييس
EAC هي ما توصف به الإدارة والعناية الحاسمة للهيكل العظمي المحوري غير المستقر وكسور العظام الطويلة، وبأنه يجب مباشرتها في غضون 36 ساعة فقط، إذا تأكد من وجود استجابة ملائمة لعملية الإنعاش عن طريق مايلي: 
- أن يكون الرقم الهيدروجيني (PH)>أو=7.25
- أن يكون اللاكتات <أو=4 mmol/L
- أن تكون الزيادة في القاعدية>(أقل سالبية من) -5.5 mmol/L

## التاريخ
العناية المتكاملة في وقت مبكر (EAC) أصبحت منتشرة بشكل واسع في الثمانينات الميلادية، وعندما دُرست أظهرت بوقت مبكر قدرتها على التثبيت التام لكسور العظام الطويلة مؤديةً إلى نتائج أفضل.
مع نقص ملاحظ في مدى حدوث متلازمة الضائقة التنفسية الحادة، متلازمة انسداد الدهون وتعفن الدم.
وأظهرت دراسات لاحقة أن العمليات الطويلة تؤدي بالمريض غير المستقر إلى صدمة ثانية والتي بدورها تؤدي إلى عواقب مميتة.
فلسفة السيطرة على الضرر في جراحة العظام (DCO) والتي اقترحت في عام 2000، تهدف إلى منع الوفاة المبكرة لدى المرضى المصابين بجروح حرجة، وذلك عن طريق الترسيخ وليس التثبيت التام، ويتم ذلك غالبا عن طريق استخدام نظام تثبيت خارجي. 
مصطلح الرعاية الملائمة في وقت مبكر اقترح لأول مرة في عام 2013، كثورة في عالم السيطرة على الضرر في جراحة العظام، مع وضع التركيز على عمليات الإنعاش أكثر من درجة خطورة الإصابة.